# Бонасила (река)
Бонасила (англ. Bonasila River) — река на западе Аляски (США), правый приток нижнего течения реки Юкон, протекает по территории Кусилвака и Юкон-Коюкука. Длина реки — 201 км.
Название Бонасила означает «хорошее место» и происходит от старого испанского названия данного региона Аляски, впервые оно было задокументировано Геологической службой США в 1916 году.
Бонасила берёт своё начало на холмах Нулато и течёт на юго-восток к Бонасила-Слау — протоке Юкона. Протока течёт около западной части острова Элкхорн, который находится в 43 километрах к северо-западу от Холи-Кросс, и далее вниз к Юкону. Бонасила впадает в Юкон на высоте 18 м над уровнем моря.